# Metropolitan Borough of Rotherham
Metropolitan Borough of Rotherham är ett storstadsdistrikt (kommun) i South Yorkshire i England,  Storbritannien. Distriktet har 268 354 invånare (2022).
Större orter är Maltby, Rawmarsh, Rotherham, Swinton och Wath upon Dearne.

## Civil parishes
En stor del av distriktet (med cirka 55 procent av befolkningen) är inte indelat i civil parishes. Resten är indelat i 31 civil parishes: 
- Aston cum Aughton, Brampton Bierlow, Bramley, Brinsworth, Catcliffe, Dalton, Dinnington St. John's, Firbeck, Gildingwells, Harthill with Woodall, Hellaby, Hooton Levitt, Hooton Roberts, Laughton-en-le-Morthen, Letwell, Maltby, North and South Anston, Orgreave, Ravenfield, Thorpe Salvin, Thrybergh, Thurcroft, Todwick, Treeton, Ulley, Wales, Waverley, Wentworth, Whiston, Wickersley och Woodsetts.[3]